# Теодор Буєрманс
Теодор Буєрманс ( нід. Theodoor Boeyermans; 10 листопада 1620, Антверпен — 1678, Антверпен) — південнонідерландський (фламандський) художник доби бароко XVII століття.

## Життєпис
Теодор Буєрманс народився в місті Антверпені. Його батько, Ян Буєрманс, був родом з міста Гарлема. Ян Буєрманс був одружений з жінкою, що мала дев'ять дітей від першого шлюбу. Батько помер 1624 року, коли Теодор був малюком.
Первісну освіту Теодор здобув у місті Антверпені. Мати перевезла дітей до Ейндговен, де він навчався далі. Парубок не поривав зв'язків із Антверпеном і кілька разів повертався туди. Серед питань, що він вирішував, були клопоти по отриманню спадку, коли став дорослим.
Не збережено відомостей, у кого саме він опановував художнє ремесло. Виходячи з впливів на його художню манеру Пітера Пауля Рубенса і Антоніса ван Дейка, можна припустити, що він міг бути учнем у майстерні ван Дейка. 1649 року він остаточно оселився у місті Антверпен, де отримав у спадок колишній будинок родини.

## Перебування в Італії
Його стажування в Італії залишається питанням гіпотетичним, бо не збережено достеменних свідоцтв про перебування там. Але шикоке використання алегорій і класичної архітектури наводить на думку або про перебування у Італії, або про наполегливе вивчення картин італійських майстрів.
Його визнали майстром у гільдії св. Луки у Антверпені тільки в 1654 році, коли йому виповнилося 34 роки.

## Товариство старих холостяків
Релігійно налаштований художник не брав шлюбу, і в Антверпені став членом Товариства старих парубків, котре заснував орден єзуїтів. Ще він був членом камери риторів (Olive Branch). Для камери риторів він разом із художником Дірком ван Деленом (бл. 1605-1671) створив картину «Алегорія мистецтв», котру передали безплатно.
Серед учнів майстра значився Маркус Форкондт, з котрим він листувався, коли Маркус відбув до Відня.

## Обрані твори (перелік)
- « Алегорія міста Антверпен »
- «Родина Ві» (груповий портрет)
- «Невідома родина в саду», Будапешт
- Груповий портрет ( «Візит гостя» ), Антверпен
- «Повернення з полювання»
- «Алегорія мистецтв», Антверпен
- «Мадонна з немовлям»
- «Мелеагр убиває каледонського кабана»
- «Путті грають з тваринами»
- «Містичні заручини св. Катерини з католицькою церквою», Мехелен
- «Вознесіння Богородиці», Церква св. Якова, Антверпен
- « Алегорія Антверпена як покровителька художників », Антверпен
- «Спочинок св. Родини на дорозі до Єгипту», Псков
- «Видіння св. Хреста імператором Константином»

## Обрані твори (галерея)

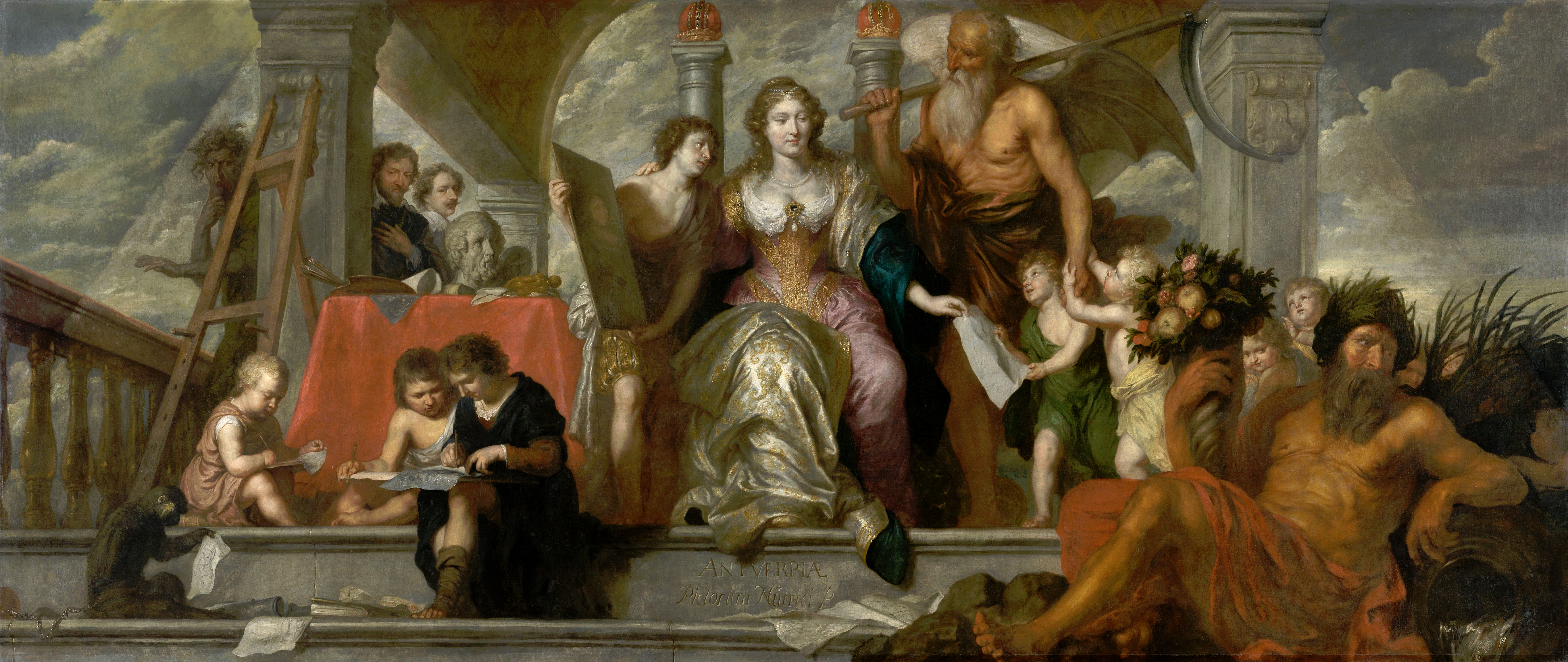
Теодор Буєрманс. Алегорія Антверпена як покровителька художників, 1665 р.

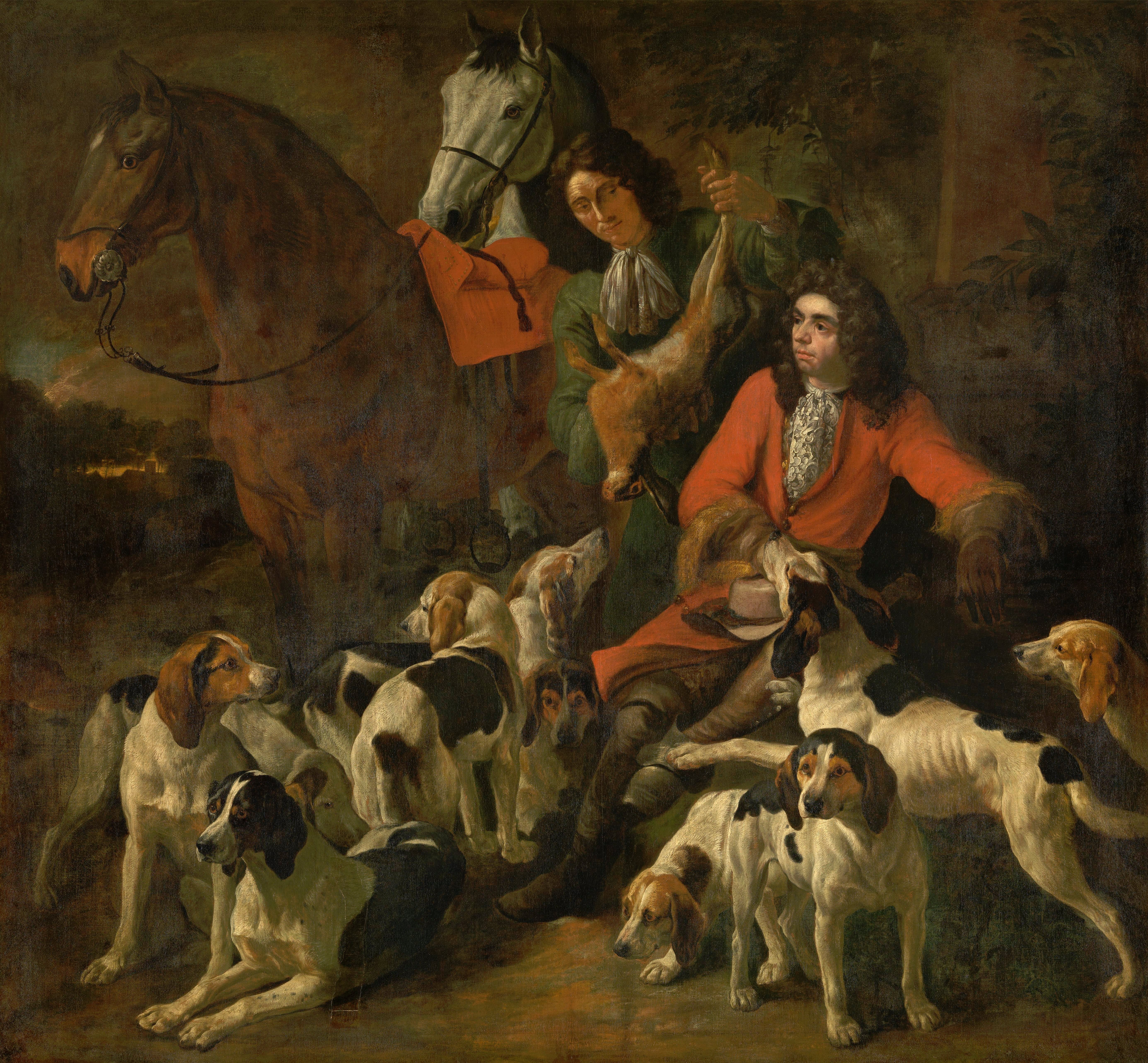
Теодор Буєрманс. «Повернення з полювання», 1664 р., Королівський музей витончених мистецтв (Антверпен)
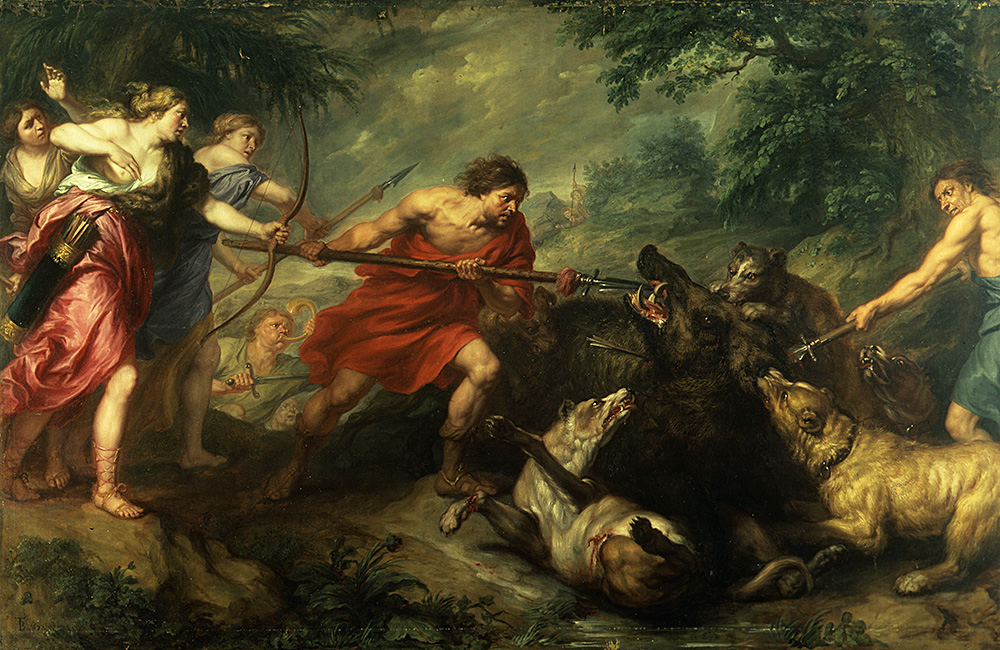
Теодор Буєрманс. «Мелеагр убиває каледонського кабана», 1677 р., Музей полювання й природи, Париж
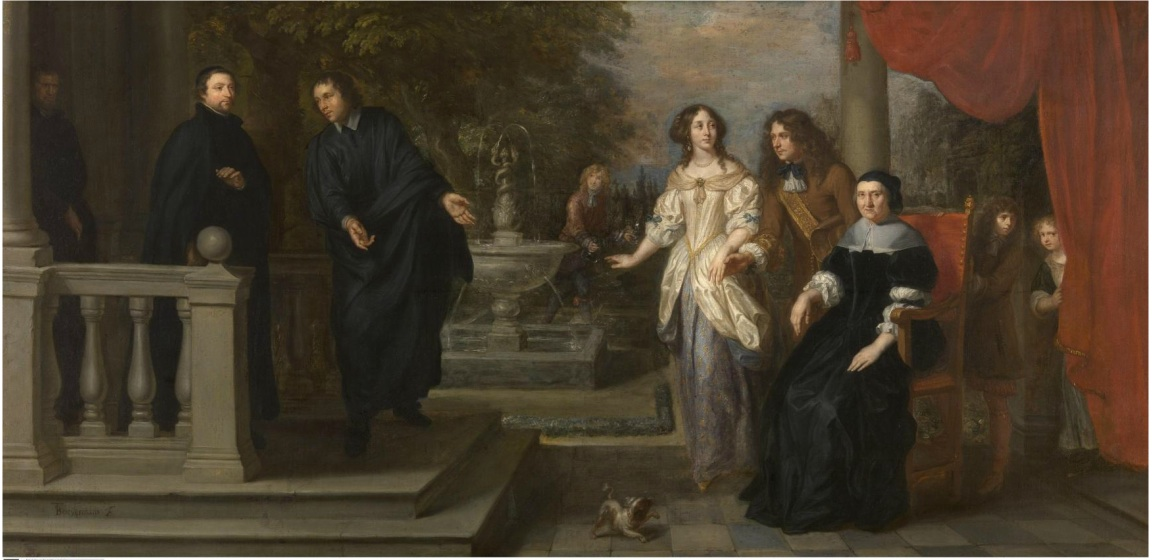
Теодор Буєрманс. «Візит гостя», Королівський музей витончених мистецтв (Антверпен)
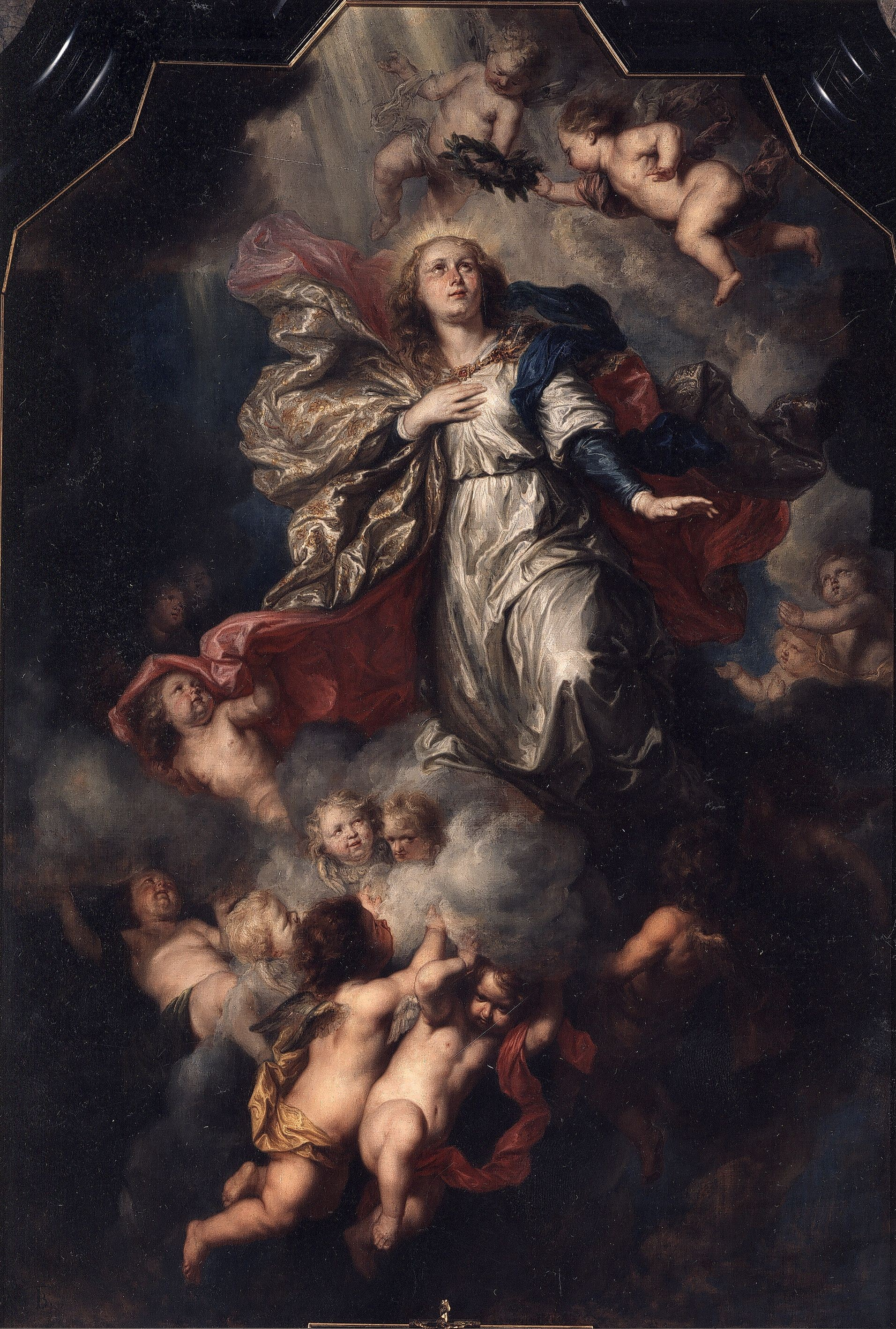
Теодор Буєрманс. «Вознесіння Богородиці», церква св. Якова, Антверпен

## Див. іще
- Живопис бароко
- Фламандське бароко
- Живопис фламандського бароко
- Історичний живопис
- Антверпенська школа
- Жан де Рейн
- Дірк ван Делен
- Ян Бокхорст